# Domaine universitaire de Talence Pessac Gradignan
Le domaine universitaire de Talence Pessac Gradignan est le campus de l’agglomération bordelaise. Il accueille environ 65 000 étudiants, 5 000 chercheurs et enseignants et 3 000 membres du personnel. Sa superficie totale est de 235 hectares, ce qui en fait le troisième plus grand campus de France après celui de l'Université Paris-Sud (270 hectares) et de l'université-Toulouse-III-Paul-Sabatier (263 hectares).
Il s’étend sur les communes de Pessac, Talence et Gradignan. 
Il est géré par le service inter-établissements de gestion du domaine universitaire, rattaché administrativement à l’université Bordeaux Montaigne.
Le tramway de Bordeaux le traverse entièrement via la ligne B et les stations Peixotto, Béthanie, Arts et Métiers, François Bordes, Doyen Brus, Montaigne Montesquieu et UNITEC.

## Historique
Le campus bordelais est construit à une époque où les effectifs étudiants explosent. Au milieu du XXe siècle, l’université de Bordeaux compte 8 000 étudiants, ce qui la situe au deuxième rang des universités françaises derrière Paris et au début des années 1960 les effectifs d’étudiants sont à 13 000. Beaucoup d’universités font alors le choix de s’installer en dehors des villes. Le style architectural universitaire se banalise et se rapproche fortement de l’esthétique des grands ensembles de logements de la même époque. 
En 1951, la ville de Bordeaux se porte acquéreuse, à Talence, dans la proche banlieue sud-ouest, du domaine du Castel-Terrefort, et l’université de celui du domaine du château Bonnefont (construit au début du XIXe siècle pour l'armateur Jean-Étienne Balguerie). L’ensemble totalise dix-neuf hectares qui sont destinés à la seule faculté des sciences. René Coulon est nommé architecte de la faculté des sciences, et Louis Sainsaulieu architecte en chef de l’ensemble du domaine universitaire. La construction de la faculté des sciences permet la spécialisation des bâtiments par spécialité, tout en conservant le cadre naturel, de ménager entre les bâtiments des plages d’extension. Les premiers bâtiments sont livrés en 1961. L'extension est réalisée entre 1963 et 1966. Le droit suit en 1966-67, et les lettres en 1971. 
En 2008, le campus fait partie des dix projets retenus pour le plan campus. Entre 2014 et 2016, seize bâtiments sont rénovés, dont cinq reconstruits. À partir de 2019, c’est le secteur Sciences Humaines et Sociales qui est concerné par ces travaux.
En 2019, l’État transfère à l’université de Bordeaux 208 bâtiments d’une surface de 450 000 m2 environ et d’une valeur de 377 M€.

## Le Campus

### Universités

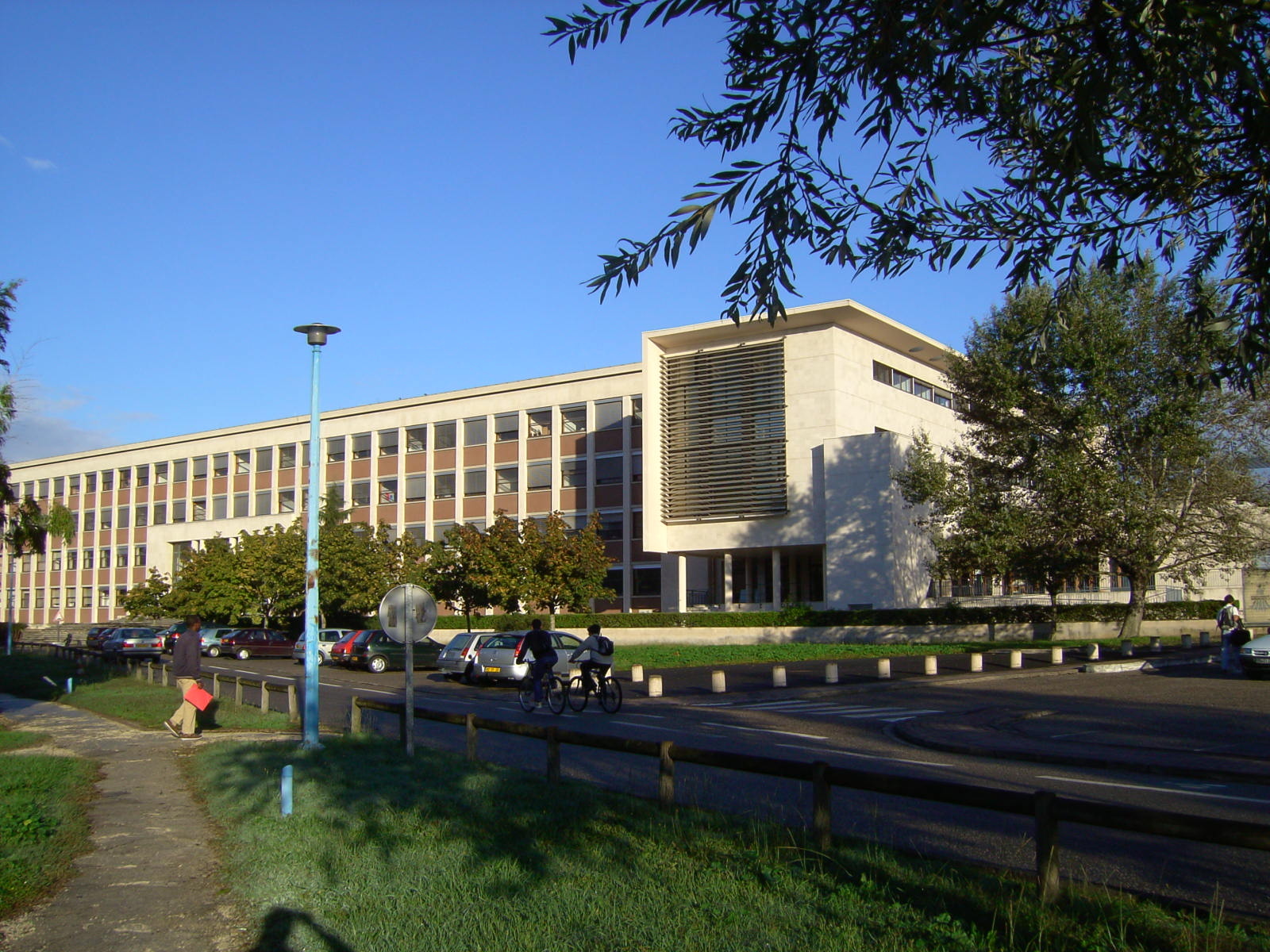
Le bâtiment A33 de l’Université de Bordeaux

L’Université de Bordeaux a son siège à Talence, les laboratoires de recherche et toutes les formations de mathématiques, physique, chimie, informatique, sciences du vivant et sciences de la Terre, droit et sciences politiques, économie et administration économique et sociales, STAPS  s’y déroulent.

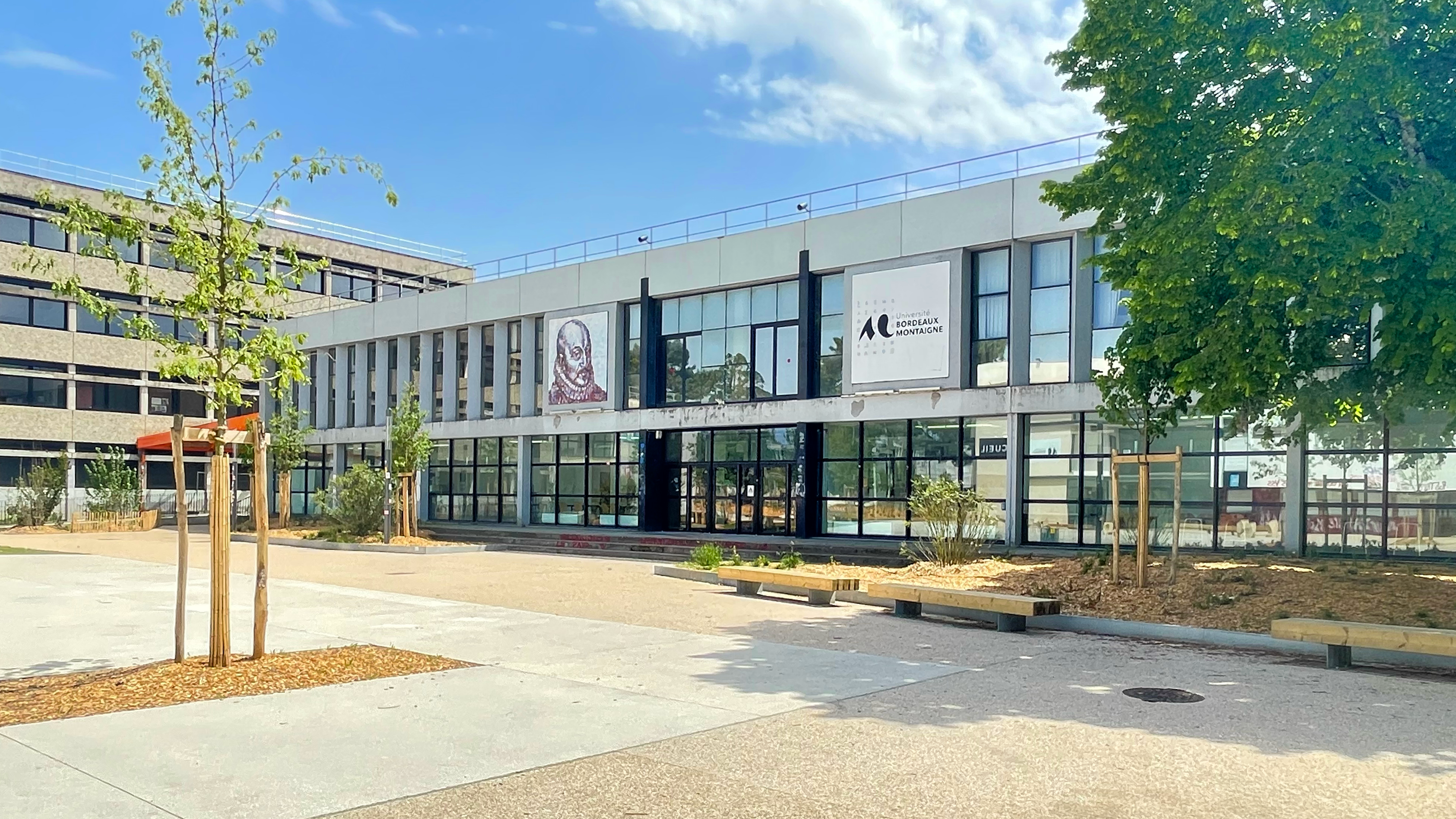
Parvis de l’Université Bordeaux Montaigne

L’université Bordeaux Montaigne a son siège à Pessac. Les formations et la recherche de Lettres, Langues et Sciences humaines s’y déroulent.

### Écoles

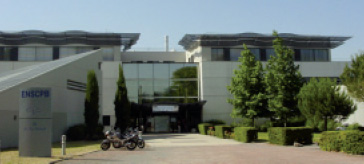
Entrée de l'ENSCBP.

Le siège de l’institut polytechnique de Bordeaux est situé sur le campus, ainsi que quatre de ces écoles internes :
- l’École nationale supérieure de matériaux, d'agroalimentaire et de chimie (ENSMAC), ex-ENSCBP, école nationale supérieure de chimie, de biologie et de physique,
- l’école nationale supérieure d'électronique, informatique, télécommunications, mathématiques et mécanique de Bordeaux (ENSEIRB-MATMECA),
- l’école nationale supérieure de cognitique (ENSC),
- l'école nationale supérieure en environnement, géoressources et ingénierie du développement durable (ENSEGID).

Sont également présentes sur le campus :
- l’institut d'études politiques de Bordeaux,
- l’école nationale d'ingénieurs des travaux agricoles de Bordeaux (Bordeaux Sup'Agro),
- l’école nationale supérieure d'arts et métiers - centre de Bordeaux (Arts et métiers Paris-Tech Bordeaux),
- l'Institut d'optique d'Aquitaine - centre de Bordeaux de l'IOAG

### Recherche
Le campus abrite la délégation Aquitaine-Limousin du Centre national de la recherche scientifique (CNRS), ainsi que quelques-unes de ses unités mixtes et associées.

### Vie étudiante
Ce campus comporte 3 bibliothèques universitaires : la Bibliothèque universitaire de Droit (Pessac), celle de Lettres (Pessac) et celle de Sciences (Talence).
Le campus compte également un grand nombre d’installations sportives, l'espace santé étudiant, dans un bâtiment dessiné par Rudy Ricciotti, ainsi que huit cités universitaires, trois restaurants universitaires et de nombreuses cafétérias du CROUS, ainsi que des studios de musique, une salle de danse et trois "MAC" (Maisons des Activités Culturelles), la MAC 3 étant une salle de spectacle de 500 places.

### Autres
On trouve enfin un Centre d'information et d'orientation.
À proximité immédiate du campus sont installés les lycées Alfred Kastler et Victor Louis de Talence, ainsi que l’école d'architecture et de paysage, Kedge Business School et le Centre de ressources, d'expertise et de performance sportives (CREPS) de Bordeaux.